# Citilab
Citilab-Cornellà es un laboratorio ciudadano digital de Europa, un centro de investigación e innovación sobre la Internet social que centra su actividad en la innovación digital ciudadana, con el objetivo de difundir y fomentar la Sociedad de la Información.

## Orígenes
Tras cuatro años de intensa restauración, en noviembre de 2007 la antigua fábrica de Can Suris de Cornellá de Llobregat inauguró la sede de Citilab. La recuperación de este edificio emblemático del municipio, que ha conservado el carácter de su pasado industrial, es fruto de una apuesta ciudadana que ha sido capaz de sumar complicidades entre las diferentes administraciones, el mundo académico y las empresas. Citilab-Cornellà nació con el objetivo de ser un espacio para aprender a utilizar la tecnología, pero también un punto de encuentro entre el mundo físico y el virtual, donde intercambiar ideas y experiencias innovadoras relacionadas con las nuevas redes sociales y tecnologías.

## Actividad
Citilab-Cornellà se inspira en buena parte en el modelo de Living Lab, entidad mixta pública / privada donde ciudadanos, empresas, organismos públicos y centros de investigación se involucran en el proceso de innovación. A diferencia de los laboratorios y centros de investigación convencionales, los Living Labs permiten crear y validar tecnologías, productos, servicios y modelos de negocio en entornos y contextos reales y cotidianos. La singularidad de Citilab es que incorpora las experiencias de años de actividad de las redes ciudadanas en Cataluña. En realidad intenta ir más allá del modelo Citilab integrando el concepto de innovación social. 

Citilab es una organización en permanente innovación. Es un proyecto continuo organizado alrededor de la creación de proyectos de formación, divulgación, comunicación, investigación, innovación y empreneduria empresarial y social.

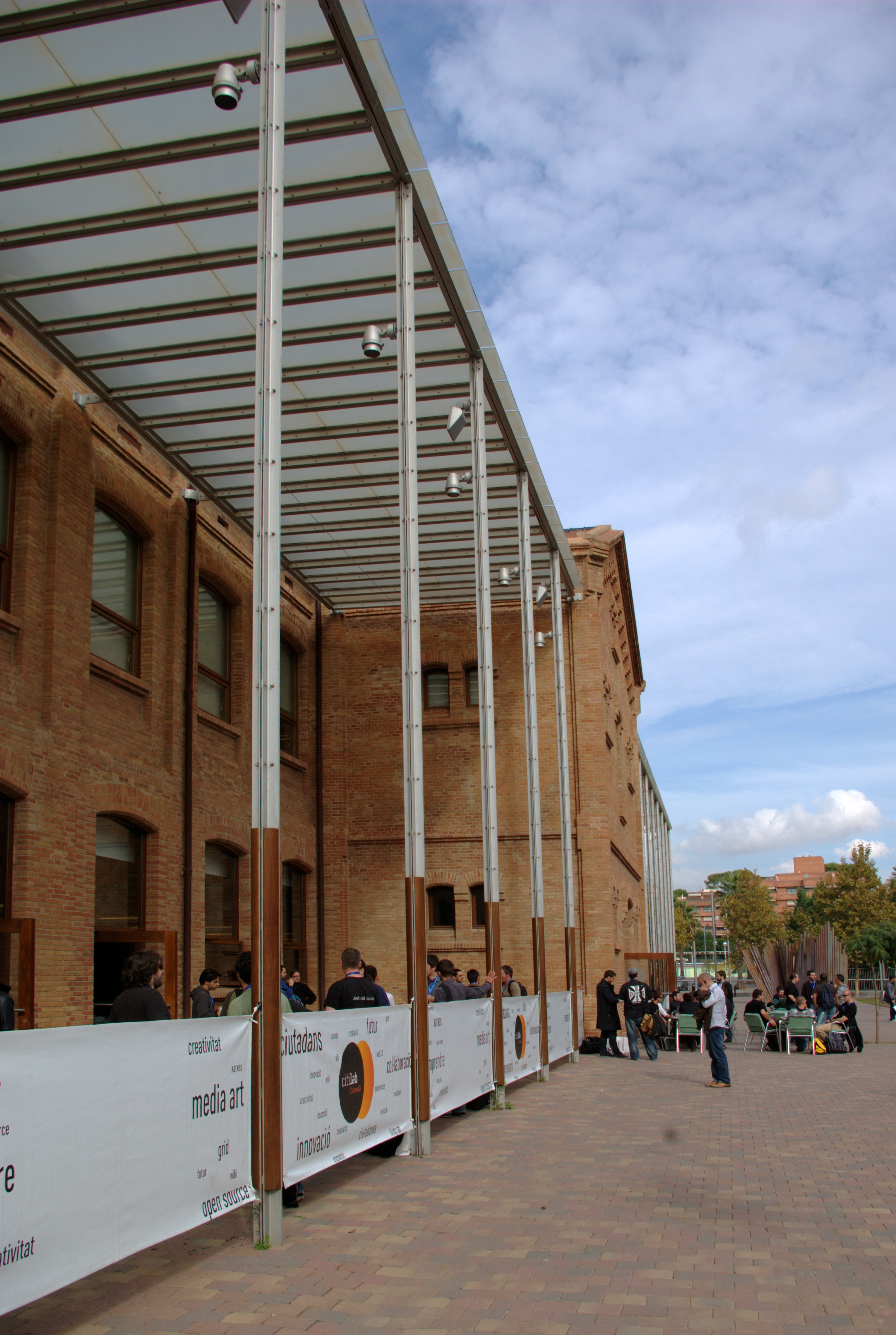
Citilab en Cornellá.

## Funcionamiento
Dentro de la filosofía general de funcionamiento del Citilab, se apuesta por la creación de equipos y comunidades en torno a proyectos. Esto es, cada proyecto combina investigación, desarrollo, innovación y aprendizaje e involucra a actores muy diferentes y en diversas proporciones según su objetivo: escuelas, alumnos, citilabers, grupos universitarios, empresas, expertos independientes, etc.
Citilab está organizado en las siguientes áreas donde se intenta replicar la dinámica de creación o recepción de proyectos, aprendizaje e investigación.
1. Innovación, territorio y ciudadanía: Exploración de las posibilidades de diseño participativo en las diversas dimensiones del hecho territorial y urbano. Creación de nuevos métodos y entornos digitales de prueba del urbanismo emergente. Integración de los modelos de participación y codiseño urbano en red.
2. Educación, formación e Innovación: exploración de nuevas alternativas metodológicas y curriculares en el aprendizaje de las actitudes, habilidades y competencias de innovación desde la tecnología. Trabajo sobre introducción de habilidades de diseño desde la programación y la tecnología digital. Educación para la innovación y la sociedad del conocimiento en las escuelas y institutos.
3. Nuevos Medias Sociales: trabajo sobre las nuevas formas de producción audiovisual y artística colaborativa. Investigación sobre las posibilidades de construcción colaborativa de contenidos. Trabajo sobre el medio visual como entorno de creación compartida de conocimiento. Exploración de nuevas formas de narratividad audiovisual preparación de competencias audiovisuales, de narración y de creación de conocimiento por los ciudadanos.
4. Innovación en economía y sociedad: Nuevas formas de innovación en el tejido empresarial y social, superación del modelo de división entre emprendedores económicos y emprendedores sociales. Nuevas formas de innovación colaborativa. Evaluación del impacto de las nuevas formas de colaboración en las oportunidades personales, sociales y económicas. Impacto de la implantación de modelos de innovación social. Formas territoriales de la innovación. Seniors, cambios demográficos y la sociedad del cuidado.
5. Nuevos sistemas de R+D+i basados en los usuarios:  investigación sobre el hecho social de la innovación y los métodos y modelos que existen o que se pueden probar. El trabajo sobre los métodos y particularidades de los Living Labs se enmarca aquí.